# Traian (okręg Teleorman)
Traian – wieś w Rumunii, w okręgu Teleorman, w gminie Traian. W 2011 roku liczyła 1902 mieszkańców.